# Grethe Svensen
Grethe Svensen (Sauda, 5 febbraio 1965) è una cantante norvegese.

## Biografia
Grethe Svensen ha iniziato a esibirsi da bambina nel centro culturale della sua città natale, per poi trasferirsi a Haugesund all'età di 12 anni. Qui si è unita al coro Nytt Liv della chiesa di Norheim. Nel 1985 ha vinto il concorso per talenti Talent 85, e nel 1988 è stata ammessa al neonato Oslo Gospel Choir.
Un talent scout dell'etichetta discografica BMG Rights Management l'ha scoperta durante un'esibizione dell'Oslo Gospel Choir trasmessa su NRK, e le ha offerto un contratto risultato nell'album di debutto The Right to Sing, che ha raggiunto la 4ª posizione della classifica norvegese.
La cantante ha continuato a godere di popolarità nel corso degli anni '90, piazzando altri tre dischi nella classifica nazionale: The Love of a Woman al 10º posto nel 1993, Your Beauty al 6º posto nel 1995, e 24hrs alla 10ª posizione nel 1997. Al 2009 Grethe Svensen ha venduto più di 130 000 dischi in Norvegia.
Nel 2011 ha preso parte al Melodi Grand Prix, il programma di selezione del rappresentante norvegese per l'Eurovision Song Contest, presentando il brano Like Dreamers Do, ma non si è qualificata per la finale.

## Discografia

### Album in studio
- 1992 – The Right to Sing
- 1993 – The Love of a Woman
- 1995 – Your Beauty
- 1997 – 24hrs
- 1998 – Catwalk
- 2001 – Svensen synger Eidsvåg
- 2009 – Maybe What You Need

### Singoli
- 1992 – Goldmine
- 1992 – Keep Your Flowers
- 1992 – The Right to Sing/Free
- 1993 – Man Gave Names to All the Animals/Do You Read Me
- 1993 – The Love of a Woman/Globe Cafe
- 1993 – Souvenir
- 1995 – You Drive Me Crazy
- 1995 – Angelina
- 1995 – The Weakness in Me
- 1997 – Good Moments
- 1997 – No Matter
- 1998 – Just Maybe
- 1998 – La, La, La
- 2001 – Skuta er lekk
- 2009 – Promise
- 2009 – Blow the Whistle
- 2010 – I Can See It All So Clearly Now
- 2011 – Like Dreamers Do
- 2012 – Dress Like You
- 2013 – What Do You Want Me to Do
- 2013 – Food
- 2019 – Breaking the Waves